# テッレ・ロヴェレスケ
テッレ・ロヴェレスケ（伊: Terre Roveresche）は、イタリア共和国マルケ州ペーザロ・エ・ウルビーノ県にある、人口約5,200人の基礎自治体（コムーネ）。
コムーネ統廃合 (it:Fusione di comuni italiani) により、2017年1月1日にバルキ、オルチャーノ・ディ・ペーザロ、ピアッジェ、サン・ジョルジョ・ディ・ペーザロが合併して新自治体が発足した。

## 地理

### 位置・広がり

#### 隣接コムーネ
隣接するコムーネは以下の通り。
- カルトチェート
- コッリ・アル・メタウロ
- ファーノ
- フラッテ・ローザ
- モンダーヴィオ
- モンテ・ポルツィオ
- サン・コスタンツォ
- サンティッポーリト

### 地震分類
テッレ・ロヴェレスケにおけるイタリアの地震リスク階級 (it) は、zona 2 (sismicità media) に分類される。